# عبدالسلام ضعیف
ملا عبدالسلام ضعیف (زادهٔ ۱۹۶۸) از مقامات حکومت طالبان و سفیر امارت اسلامی افغانستان در پاکستان بود.
ملا عبدالسلام ضعیف در سال ۱۳۴۶ شمسی در ولسوالی پنجوائی ولایت قندهار متولد شد. وی در سال ۱۳۵۷ و به‌دنبال کودتای کمونیستی در افغانستان به پاکستان مهاجرت کرد و در آنجا به تحصیل پرداخت. با ورود شوروی به خاک افغانستان وی در قندهار به مجاهدین پیوست.
با آغاز به کار امارت اسلامی افغانستان وی در مسئولیت‌هایی همچون رئیس ادرای وزارت دفاع، معاون وزارت معادن و صنایع و رئیس عمومی ترانسپورت (حمل و نقل) فعالیت کرد. آخرین مسئولیت رسمی وی در حکومت طالبان، سفیر کبیری امارت اسلامی افغانستان در اسلام‌آباد بود.
ملا عبدالسلام ضعیف مدتی پس از حمله نظامی آمریکا به افغانستان و در سال ۲۰۰۲ در پاکستان بازداشت و به دولت ایالات متحده آمریکا تحویل داده شد. دولت ایالات متحده وی را به مدت سه سال در زندان گوانتانامو زندانی و در سال ۲۰۰۵ آزاد کرد. بعدها نام وی در فهرست تروریست‌های آمریکا گنجانیده شد، اما در سال ۲۰۱۰ نام وی از این فهرست حذف گردید.

## پی‌نوشت‌ها
1. ↑  Memorandum for Commander, United States Southern Command US Department of Defense
2. ↑  https://aqeedeh.com/writers/view/420/عبدالسلام%20ضعیف
3. ↑  http://www.payam-aftab.com/fa/doc/news/79198/%5Bپیوند+مرده%5D